# Auguste Dick
Auguste Franziska Dick, geborene Kraus, (* 28. August 1910; † 1993) war eine österreichische Mathematikhistorikerin und Lehrerin.
Dick studierte nach dem Abitur 1929 in Wien Mathematik und Physik in Wien 1929 bis 1934, unter anderem bei Philipp Furtwängler, Hans Hahn und Adalbert Duschek. Sie wurde 1934 mit einer Arbeit über Differentialgeometrie promoviert (Über Hyperflächenstreifen), legte im selben Jahr ihre Lehramtsprüfung ab. 1936 erhielt sie noch eine Lehrbefähigung für Stenographie. Sie unterrichtete an verschiedenen Schulen und auch bei der Firma Leybold in Köln. Danach unterrichtete sie in Wien als Studienrätin und ab 1963 als Oberstudienrätin. 1968 wurde sie Direktorin des Bundesgymnasiums und Bundesrealgymnasiums für Mädchen Wien III. Ab Anfang der 1960er Jahre befasste sie sich auch mit Wissenschaftsgeschichte, wobei sie von Edmund Hlawka unterstützt und angeregt wurde. 1972 ging sie in den Ruhestand. Sie hatte seit 1973 den Titel einer Hofrätin.  Sie war Expertin für alte Stenographie-Verfahren.
Sie schrieb die grundlegende Biographie der Mathematikerin Emmy Noether, die in Göttingen in den 1920er Jahren bis zu ihrer erzwungenen Emigration Anfang der 1930er Jahre eine zentrale Rolle bei der Entwicklung der modernen Algebra spielte. Dazu unternahm sie intensive Nachforschungen und unterhielt eine internationale Korrespondenz, zum Beispiel auch mit Olga Taussky-Todd, die in ihrer Studienzeit zeitweise das Seminar von Hans Hahn betreute, an dem Dick teilnahm, und mit Helmut Hasse, der ihr Einblick in seinen Briefwechsel mit Emmy Noether gewährte. Dick war an der Bearbeitung des wissenschaftlichen Nachlasses (teilweise stenographiert) von Erwin Schrödinger bei der Zentralbibliothek für Physik in Wien beteiligt. Sie publizierte auch zum Beispiel über Ludwig Boltzmann und organisierte eine Ausstellung über diesen in Wien und Rom (Universität La Sapienza 1989) mit Gabriele Kerber. Außerdem organisierte sie eine Ausstellung zu Wilhelm Wirtinger (mit Gabriela Stöckl).
Anfang der 1970er Jahre war sie an den Veröffentlichungen von Max Pinl über von Nationalsozialisten an deutschsprachigen Universitäten verfolgte Mathematiker beteiligt (Abschnitte Wien, Prag).
Dick wurde am Baumgartner Friedhof (Gruppe 20, Nummer 348) bestattet.

## Schriften
- Emmy Noether 1882–1935, Birkhäuser, 1981 (englische Übersetzung, mit Publikationsverzeichnis von Emmy Noether, Liste ihrer Doktoranden, Nachruf unter anderem von Hermann Weyl), Review von Hans Zassenhaus, Bull. AMS 1982
  - Das deutschsprachige Original erschien als Beiheft 13 der Elemente der Mathematik 1970
- mit Wolfgang Kerber, Gabriele Kerber, Nandor Balasz Dokumente, Materialien und Bilder zur 100. Wiederkehr des Geburtstages von Erwin Schrödinger, Fassbaender, Wien 1987
- Franz Mertens 1840-1927: eine biographische Studie, Berichte der mathematisch-statistischen Sektion im Forschungszentrum Graz, Band 151, 1981
- Mathematik und die Mädchen, Bundesrealgymnasium für Mädchen, Wien, Jahresbericht 1962/63, S. 4–10